# نیروی درون‌مولکولی
نیروی درون‌مولکولی (انگلیسی: Intramolecular force) نیرویی است که پیوند میان اتم‌ها را برقرار می‌کند و باعث تشکیل و حفظ مولکول یا ترکیب شیمیایی می‌گردد. همه گونه‌های پیوند شیمیایی شامل این نیرو می‌گردند. نیروی درون مولکولی از نیروی بین مولکولی قوی‌تر است.

## گونه‌ها
با توجه به رفتار الکترون و ویژگی‌های اتم، نیروهای درون‌مولکولی به چند دسته تقسیم می‌گردند:
- برهم‌کنش‌های آب‌گریز که میان اتم‌های آلی غیر قطبی با ترکیب‌های مرزی در یک محیط آبی تشکیل می‌شوند.
- پیوند یونی، که میان یک فلز و یک نافلز شکل می‌گیرد.
- پیوند کووالانسی، که دو نافلز را به یکدیگر پیوند می‌دهد.
- پیوند فلزی، که در میان فلزهای خالص یا آلیاژها وجود دارد.